# Rumours, nuit blanche au sommet
Pour les articles homonymes, voir Rumeur (homonymie).
Pour plus de détails, voir Fiche technique et Distribution.
Rumours, nuit blanche au sommet (Rumours) est une comédie noire canadienne réalisée par Guy Maddin et Evan et Galen Johnson, sortie en 2024.
Le film est présenté en hors compétition au Festival de Cannes 2024.

## Synopsis
Lors d'une réunion du G7, les dirigeants se perdent en forêt alors qu'ils doivent réagir à une crise mondiale.

## Fiche technique
Sauf indication contraire, les informations mentionnées dans cette section peuvent être confirmées par la base de données cinématographiques IMDb,  présente dans la section « Liens externes ».
- Titre original : Rumours
- Titre français : Rumours, nuit blanche au sommet
- Réalisation : Guy Maddin et Evan et Galen Johnson
- Scénario : Evan Johnson
- Musique : Kristian Eidnes Andersen
- Direction artistique : John O'Regan
- Photographie : Stefan Ciupek
- Production : Liz Jarvis, Lars Knudsen, Philipp Kreuser
- Sociétés de production : Buffalo Gall Pictures, Square Peg, Maze Pictures
- Pays de production :  Canada,  Allemagne,  Hongrie et  États-Unis
- Format : couleur - rapport de forme : 1,66 : 1  et 2,39:1
- Langue originale : anglais
- Genre : comédie noire, satire
- Dates de sortie :
  - France : 18 mai 2024 (festival de Cannes) ; 7 mai 2025 (sortie nationale)
  - États-Unis, Canada : 18 octobre 2024 (en salles)

## Distribution
- Alicia Vikander : Celestine Sproul, la présidente de la Commission européenne
- Cate Blanchett (VQ : Nathalie Coupal) : Hilda Ortmann, la chancelière allemande
- Charles Dance (VQ : Jean-Marie Moncelet) : Edison Wolcott, le président des États-Unis
- Nikki Amuka-Bird (VQ : Marie-Evelyne Lessard) : Cardosa Dewindt, la première ministre britannique
- Denis Ménochet (VQ : lui-même) : Sylvain Broulez, le président de la République française
- Roy Dupuis (VQ : lui-même) : Maxime Laplace, le premier ministre du Canada
- Zlatko Burić (VQ : Manuel Tadros) : Jonas Glob, le président du Conseil européen
- Rolando Ravello (VQ : François Caffiaux) : Antonio Lamorte, le premier ministre italien
- Takehiro Hira (VQ : Éloi Archambaudoin) : Tatsuro Iwasaki, le premier ministre japonais

 Source : version québécoise (VQ) sur Doublage.qc.ca

## Production
Ari Aster déclare que le film est à la fois « stupide et hilarant, dans l'esprit de Luis Buñuel, des Monty Python et de la télévision des années 1970 ».

## Distinction

### Sélection
- Festival de Cannes 2024 : hors compétition